# Server Trupçu
Server Qurtseit Trupçu (ur. 1908 we wsi Derekoj w ówczesnej guberni taurydzkiej, zm. 17 kwietnia 1938 w Symferopolu) – działacz WKP(b) na Krymie.

## Życiorys
W 1926 został instruktorem, później gminnym organizatorem komitetu rejonowego Komsomołu w Jałcie, w 1927 kierował Wydziałem Transportowym w Liwadii i Domem Chłopa w Jałcie, w 1928 przyjęto go do WKP(b). Od 1928 był instruktorem komitetu rejonowego w Sewastopolu, potem kierownikiem Wydziału Pracy i Kształcenia Młodzieży Krymskiego Komitetu Obwodowego Komsomołu i później do 1931 sekretarzem odpowiedzialnym tego komitetu, następnie 1931-1932 kierownikiem Działu Kadr Krymskiego Komitetu Obwodowego WKP(b). Od 1932 do 1934 studiował w Instytucie Przygotowania Kadr przy Instytucie Czerwonej Profesury, a 1934-1937 w samym Instytucie Czerwonej Profesury. W 1937 (do 22 listopada tego roku) pełnił funkcję II sekretarza Krymskiego Komitetu Obwodowego WKP(b). W listopadzie 1937 został aresztowany podczas wielkiego terroru pod zarzutem krymskotatarskiego nacjonalizmu, następnie rozstrzelany wraz z 40 innymi więźniami skazanymi na śmierć.